# Список эпизодов телесериала «Морская полиция: Лос-Анджелес»

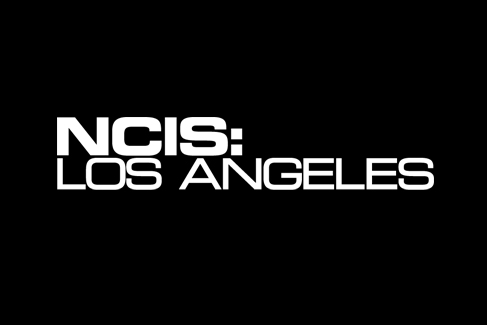

Список серий американского телесериала «Морская полиция: Лос-Анджелес» премьера которого состоялась на телеканале CBS 22 сентября 2009 года.
Сериал является спин-оффом сериала «Морская полиция: Спецотдел». Действие сериала разворачивается в Лос-Анджелесе, штат Калифорния.
Изначально в первом сезоне сериала планировалось снять 13 эпизодов, но 7 октября 2009 года телеканал CBS увеличил сезон до 22 эпизодов вследствие высоких рейтингов. 4 ноября 2009 года сезон был продлён ещё на два дополнительных эпизода. Второй сезон начал трансляцию на 21 сентября 2010 года. 18 мая 2011, CBS продлил сериал на третий сезон. 18 августа 2011 CBS заявил, что сериал будет пересекаться с «Гавайи 5.0». Кенси Блай (Даниэла Руа) появится в 6 серии 2 сезона «Гавайи 5.0». 11 января 2012 года CBS заявил, что будет второе пересечение сюжетной линии с «Гавайи 5.0», в «Морской Полиции: Лос-Анджелес», появятся Скотт Каан и Дэниел Дэ Ким. 14 марта 2012 года сериал продлен на четвёртый сезон. 27 марта 2013 года телеканал CBS объявил, что сериал «Морская полиция: Лос-Анджелес» продлён на пятый сезон. 13 марта 2014 года CBS продлил сериал на шестой сезон. 11 мая 2015 года телеканал CBS объявил, что сериал Морская полиция: Лос-Анджелес продлён на седьмой сезон.

## Обзор сезонов
| Сезон | Сезон | Эпизоды | Оригинальная дата выхода | Оригинальная дата выхода |
| Сезон | Сезон | Эпизоды | Премьера сезона          | Финал сезона             |
| ----- | ----- | ------- | ------------------------ | ------------------------ |
|       | Пилот | 2       | 28 апреля 2009           | 5 мая 2010               |
|       | 1     | 24      | 22 сентября 2009         | 25 мая 2010              |
|       | 2     | 24      | 21 сентября 2010         | 17 мая 2011              |
|       | 3     | 24      | 20 сентября 2011         | 15 мая 2012              |
|       | 4     | 24      | 25 сентября 2012         | 14 мая 2013              |
|       | 5     | 24      | 24 сентября 2013         | 13 мая 2014              |
|       | 6     | 24      | 29 сентября 2014         | 18 мая 2015              |
|       | 7     | 24      | 21 сентября 2015         | 2 мая 2016               |
|       | 8     | 24      | 25 сентября 2016         | 14 мая 2017              |
|       | 9     | 24      | 1 октября 2017           | 20 мая 2018              |
|       | 10    | 24      | 30 сентября 2018         | 19 мая 2019              |
|       | 11    | 22      | 29 сентября 2019         | 26 апреля 2020           |
|       | 12    | 18      | 8 ноября 2020            | 23 мая 2021              |
|       | 13    | 22      | 10 октября 2021          | 22 мая 2022              |
|       | 14    | 22      | 9 октября 2022           | 14 мая 2023              |

## Список серий

### Встроенный пилот
Телесериал «Морская полиция: Лос-Анджелес» и его герои были представлены в шестом сезоне телесериала «Морская полиция: Спецотдел» в эпизоде под названием «Легенда», состоящем из двух частей.
| № | #  | Название                              | Режиссёр          | Сценарист    | Дата показа в США | Код серии | Зрители США (миллионы) |
| --- | -- | ------------------------------------- | ----------------- | ------------ | ----------------- | --------- | ---------------------- |
| 135 | 22 | «Legend (Part I)» «Легенда, часть 1»  | Тони Уормби       | Шэйн Бреннан | 28 апреля 2009    | 622       | 16,32                  |
| Когда тело умершего морского пехотинца находят в Арлингтоне, штат Вирджиния, специальные агенты NCIS Лерой Джетро Гиббс (Марк Хармон) и Тимоти Макги (Шон Мюррей), едут в Лос-Анджелес. Тем временем двое лос-анджелесских агентов морской полиции Сэм Ханна и Кенси Блай следят за идущим по улице мужчиной с серебристым кейсом в руке. Внезапно на улице начинается стрельба, люди разбегаются по сторонам, мужчина бросает кейс и убегает. Кенси и Сэм теряют его из виду и видят, что мужчина бросил кейс, в котором лежали деньги, и скрылся. В NCIS считают, что смерть морского пехотинца была связана с торговцем оружием по имени Лайам. Специальный агент Джи Каллен из Лос-Анджелеса (Крис О’Доннелл) принимает личность Лайама в попытке поймать убийцу. Между тем в Вашингтоне, специальный агент Энтони «Тони» Ди Ноззо (Майкл Уэзерли) работает с криминалистом Эбби Шуто (Поли Перретт), чтобы определить личность бойфренда агента Зивы Давид. Изучив кадры из секретной операции Зивы в Марокко, Тони и Эбби узнают, что тайный друг Зивы Майкл Ривкин является агентом Моссада. |    |                                       |                   |              |                   |           |                        |
| 136 | 23 | «Legend (Part II)» «Легенда, часть 2» | Джеймс Уитмор мл. | Шэйн Бреннан | 5 мая 2009        | 623       | 16,28                  |
| Когда становится известно, что Ривкин тайный агент Моссада, работающий в США, Тони начинает сомневаться на чьей он стороне. Между тем в Лос-Анджелесе Каллен притворяется торговцем оружием — Лайамом, чтобы выйти на след террористической ячейки. Он приходит на место встречи, и когда в дверь номера стучат, он открывает дверь и видит на пороге Майкла Ривкина. Тот наставляет на Каллена пистолет и спрашивает, кто он такой. Психолог Нэйт Гетц (Питер Кэмбор) обнаруживает поразительную правду об отношениях агента Гиббс и специального агента Лары Маки (Louise Lombard). Эпизод завершается тем, что неизвестные стреляют несколько раз в агента Каллена. Примечание: В конце эпизода остается неизвестным состояние здоровья Каллена. Тем не менее в следующем эпизоде NCIS «Всегда верен» выясняется, что Каллен не был убит, но находится в критическом состоянии. |    |                                       |                   |              |                   |           |                        |

### Сезон 1 (2009–10)
| №  | #  | Название                                      | Режиссёр          | Сценарист                                                         | Дата показа в США | Код серии | Зрители США (миллионы) |
| -- | -- | --------------------------------------------- | ----------------- | ----------------------------------------------------------------- | ----------------- | --------- | ---------------------- |
| 1  | 1  | «Identity» «Опознание»                        | Джеймс Уитмор мл. | Шэйн Бреннан                                                      | 22 сентября 2009  | 101       | 18,73                  |
| 2  | 2  | «The Only Easy Day» «Самый лёгкий день»       | Терренс О’Хара    | Скотт Геммилл                                                     | 29 сентября 2009  | 102       | 17,42                  |
| 3  | 3  | «Predator» «Снаряд»                           | Тони Уормби       | Дэйв Калштейн                                                     | 6 октября 2009    | 104       | 16,31                  |
| 4  | 4  | «Search and Destroy» «Найти и уничтожить»     | Стив Бойум        | Джил Грант                                                        | 13 октября 2009   | 105       | 15,32                  |
| 5  | 5  | «Killshot» «Смертельный выстрел»              | Дэвид Баррет      | Шэйн Бреннан                                                      | 20 октября 2009   | 103       | 16,50                  |
| 6  | 6  | «Keepin' It Real» «Всё по-настоящему»         | Лесли Либман      | Мэтт Пикен                                                        | 3 ноября 2009     | 106       | 15,29                  |
| 7  | 7  | «Pushback» «Ответный удар»                    | Пэрис Барклай     | Шэйн Бреннан                                                      | 10 ноября 2009    | 107       | 16,19                  |
| 8  | 8  | «Ambush» «Засада»                             | Род Холкомб       | Линдсэй Стурман                                                   | 17 ноября 2009    | 108       | 14,81                  |
| 9  | 9  | «Random on Purpose» «Неслучайная случайность» | Стивен ДеПол      | Спид Уид                                                          | 24 ноября 2009    | 109       | 17,18                  |
| 10 | 10 | «Brimstone» «Взрывчатка»                      | Терренс О’Хара    | Скотт Геммилл                                                     | 15 декабря 2009   | 110       | 17,36                  |
| 11 | 11 | «Breach» «Брешь»                              | Перри Лэнг        | История: Скотт Геммиллр Телесценарий: Скотт Геммилл, Шэйн Бреннан | 5 января 2011     | 111       | 18,07                  |
| 12 | 12 | «Past Lives» «Тени прошлого»                  | Элоди Кин         | Дэйв Калштейн                                                     | 12 января 2011    | 112       | 15,50                  |
| 13 | 13 | «Missing» «Пропавший без вести»               | Дэвид Баррет      | Джил Грант, Мэтт Пикен                                            | 26 января 2011    | 113       | 17,16                  |
| 14 | 14 | «LD50» «LD50»                                 | Джонатан Фрейкс   | Спид Уид, Скотт Геммилл                                           | 2 февраля 2011    | 114       | 16,42                  |
| 15 | 15 | «The Bank Job» «Банковская работа»            | Терренс О’Хара    | Дэйв Калштейн                                                     | 9 февраля 2011    | 115       | 17,91                  |
| 16 | 16 | «Chinatown» «Чайнатаун»                       | Алан Дж. Леви     | Линдсэй Стурман                                                   | 2 марта 2011      | 116       | 14,97                  |
| 17 | 17 | «Full Throttle» «На полной скорости»          | Дэвид Баррет      | Джозеф Уилсон                                                     | 9 марта 2011      | 117       | 16,99                  |
| 18 | 18 | «Blood Brothers» «Кровные братья»             | Карен Гавиола     | Тим Клементе                                                      | 16 марта 2011     | 118       | 15,10                  |
| 19 | 19 | «Hand-to-Hand» «Рука об руку»                 | Пэрис Барклай     | Мэтт Пикен                                                        | 6 апреля 2011     | 119       | 13,79                  |
| 20 | 20 | «Fame» «Слава»                                | Дэннис Смит       | Спид Уид                                                          | 27 апреля 2011    | 120       | 15,62                  |
| 21 | 21 | «Found» «Найденный»                           | Джеймс Уитмор мл. | Скотт Геммилл                                                     | 4 мая 2011        | 121       | 14,34                  |
| 22 | 22 | «Hunted» «Загнанный»                          | Стивен ДеПол      | Кори Миллер                                                       | 11 мая 2011       | 122       | 16,04                  |
| 23 | 23 | «Burned» «Разоблачённый»                      | Стив Бойум        | История: Дэйв Калштейн Телесценарий: Джил Грант, Дэйв Калштейн    | 18 мая 2011       | 123       | 15,23                  |
| 24 | 24 | «Callen, G.» «Каллен Джи.»                    | Тони Уормби       | Шэйн Бреннан                                                      | 25 мая 2011       | 124       | 13,12                  |

### Сезон 2 (2010–11)
| №  | #  | Название                             | Режиссёр               | Сценарист                    | Дата показа в США | Код серии | Зрители США (миллионы) |
| -- | -- | ------------------------------------ | ---------------------- | ---------------------------- | ----------------- | --------- | ---------------------- |
| 25 | 1  | «Human Traffic» «Живой товар»        | Джеймс Уитмор мл.      | Шэйн Бреннан                 | 21 сентября 2010  | 201       | 15,76                  |
| 26 | 2  | «Black Widow» «Чёрная вдова»         | Кейт Вудс              | Дэйв Калштейн                | 21 сентября 2010  | 202       | 13,60                  |
| 27 | 3  | «Borderline» «Граница»               | Терренс О’Хара         | Скотт Геммилл                | 28 сентября 2010  | 203       | 16,51                  |
| 28 | 4  | «Special Delivery» «Особая доставка» | Тони Уормби            | Джил Грант                   | 5 октября 2010    | 204       | 16,15                  |
| 29 | 5  | «Little Angels» «Маленькие ангелы»   | Стивен ДеПол           | Фрэнк Милитери               | 13 октября 2010   | 205       | 16,05                  |
| 30 | 6  | «Standoff» «Переговоры»              | Дэннис Смит            | Джозеф Уилсон                | 19 октября 2010   | 206       | 16,00                  |
| 31 | 7  | «Anonymous» «Неизвестные»            | Норберто Барба         | Кристина Ким                 | 26 октября 2010   | 207       | 15,99                  |
| 32 | 8  | «Bounty»                             | Феликс Энрикес Алькала | Дэйв Калштейн                | 9 ноября 2010     | 208       | 15,61                  |
| 33 | 9  | «Absolution» «Прощение»              | Стивен ДеПол           | Скотт Геммилл                | 16 ноября 2010    | 209       | 15,81                  |
| 34 | 10 | «Deliverance» «Избавление»           | Тони Уормби            | Фрэнк Милитери, Шэйн Бреннан | 23 ноября 2010    | 210       | 14,96                  |
| 35 | 11 | «Disorder» «Расстройство»            | Джонатан Фрейкс        | Джил Грант, Дэйв Калштейн    | 14 декабря 2010   | 211       | 16,82                  |
| 36 | 12 | «Overwatch» «Наблюдение»             | Карен Гавиола          | Линдсэй Стурман              | 11 января 2011    | 212       | 18,13                  |
| 37 | 13 | «Archangel» «Архангел»               | Тони Уормби            | Скотт Геммилл, Шэйн Бреннан  | 18 января 2011    | 213       | 17,29                  |
| 38 | 14 | «Lockup» «Тюрьма»                    | Ян Элиасберг           | Кристина Ким, Фрэнк Милитери | 1 февраля 2011    | 214       | 17,70                  |
| 39 | 15 | «Tin Soldiers» «Оловянные солдатики» | Терренс О’Хара         | Скотт Геммилл                | 8 февраля 2011    | 215       | 17,16                  |
| 40 | 16 | «Empty Quiver» «Пустой колчан»       | Джеймс Уитмор мл.      | Дэйв Калштейн                | 15 февраля 2011   | 216       | 16,80                  |
| 41 | 17 | «Personal» «Личное»                  | Кейт Вудс              | Джозеф Уилсон                | 22 февраля 2011   | 217       | 18,69                  |
| 42 | 18 | «Harm's Way» «Линия огня»            | Тони Уормби            | Шэйн Бреннан                 | 1 марта 2011      | 218       | 15,67                  |
| 43 | 19 | «Enemy Within» «Внутренний враг»     | Стивен ДеПол           | Линдсэй Стурман              | 22 марта 2011     | 219       | 16,56                  |
| 44 | 20 | «The Job» «Работа»                   | Терренс О’Хара         | Кристина Ким, Фрэнк Милитери | 29 марта 2011     | 220       | 15,34                  |
| 45 | 21 | «Rocket Man» «Человек - ракета»      | Дэннис Смит            | Роджер Директор              | 12 апреля 2011    | 221       | 15,46                  |
| 46 | 22 | «Plan B» «План Б»                    | Джеймс Уитмор мл.      | Дэйв Калштейн, Джозеф Уилсон | 3 мая 2011        | 222       | 14,16                  |
| 47 | 23 | «Imposters» «Самозванцы»             | Джон Питер Кусакис     | Скотт Геммилл                | 10 мая 2011       | 223       | 14,74                  |
| 48 | 24 | «Familia» «Семья»                    | Джеймс Уитмор мл.      | Шэйн Бреннан                 | 10 мая 2011       | 224       | 15,61                  |

### Сезон 3 (2011–12)
| №  | #  | Название                                      | Режиссёр           | Сценарист                                   | Дата показа в США | Код серии | Зрители США (миллионы) |
| -- | -- | --------------------------------------------- | ------------------ | ------------------------------------------- | ----------------- | --------- | ---------------------- |
| 49 | 1  | «Lange, H.» «Ланг»                            | Дэннис Смит        | Скотт Геммилл                               | 27 сентября 2011  | 301       | 16,71                  |
| 50 | 2  | «Cyber Threat» «Кибер-опасность»              | Тони Уормби        | Шэйн Бреннан                                | 20 сентября 2011  | 302       | 16,26                  |
| 51 | 3  | «Backstopped» «Подстраховка»                  | Терренс О’Хара     | Дэйв Калштейн, Шэйн Бреннан                 | 4 октября 2011    | 303       | 14,78                  |
| 52 | 4  | «Deadline» «Последний срок»                   | Кейт Вудс          | Джил Грант                                  | 11 октября 2011   | 304       | 15,40                  |
| 53 | 5  | «Sacrifice» «Жертва»                          | Джон Питер Кусакис | Джозеф Уилсон                               | 18 октября 2011   | 305       | 15,35                  |
| 54 | 6  | «Lone Wolf» «Одинокий волк»                   | Джеймс Уитмор мл.  | Кристина Ким                                | 25 октября 2011   | 306       | 15,89                  |
| 55 | 7  | «Honor» «Честь»                               | Тони Уормби        | Джордана Льюис Джаффе, Скотт Геммилл        | 1 ноября 2011     | 307       | 15,52                  |
| 56 | 8  | «Greed» «Жадность»                            | Ян Элиасберг       | Фрэнк Милитери                              | 15 ноября 2011    | 308       | 15,66                  |
| 57 | 9  | «Betrayal» «Предательство»                    | Карен Гавиола      | Фрэнк Милитери                              | 22 ноября 2011    | 309       | 15,15                  |
| 58 | 10 | «The Debt» «Долг»                             | Стивен ДеПол       | Дэйв Калштейн                               | 22 ноября 2011    | 310       | 14,10                  |
| 59 | 11 | «Higher Power» «Высшая Сила»                  | Кевин Брэй         | Джо Сакс                                    | 13 декабря 2011   | 311       | 16,40                  |
| 60 | 12 | «The Watchers» «Наблюдатели»                  | Тони Уормби        | Скотт Геммилл                               | 3 января 2012     | 312       | 17,08                  |
| 61 | 13 | «Exit Strategy» «Стратегия отступления»       | Дэннис Смит        | Грегори Вайдман                             | 10 января 2012    | 313       | 16,60                  |
| 62 | 14 | «Partners» «Напарники»                        | Эрик Ланёвилль     | Джил Грант, Дэйв Калштейн                   | 7 февраля 2012    | 314       | 16,27                  |
| 63 | 15 | «Crimeleon» «Преступный мир»                  | Терренс О’Хара     | Фрэнк Милитери                              | 14 февраля 2012   | 315       | 16,15                  |
| 64 | 16 | «Blye, K.» «Кенси Блай»                       | Джонатан Фрейкс    | Джозеф Уилсон                               | 21 февраля 2012   | 316       | 15,47                  |
| 65 | 17 | «Blye, K., Part 2» «Кенси Блай, часть 2»      | Терренс О’Хара     | Дэйв Калштейн                               | 21 февраля 2012   | 317       | 15,85                  |
| 66 | 18 | «The Dragon and the Fairy» «Фея и Дракон»     | Тони Уормби        | Джо Сакс                                    | 27 марта 2012     | 318       | 16,17                  |
| 67 | 19 | «Vengeance» «Месть»                           | Джеймс Уитмор мл.  | Фрэнк Милитери                              | 10 апреля 2012    | 319       | 14,75                  |
| 68 | 20 | «Patriot Acts» «Акт патриотизма»              | Дэннис Смит        | Джордана Льюис Джаффе                       | 10 апреля 2012    | 320       | 12,86                  |
| 69 | 21 | «Touch of Death» «Прикосновение смерти»       | Тони Уормби        | Мишель Фазекас, Тара Баттерз, Скотт Геммилл | 1 мая 2012        | 321       | 15,21                  |
| 70 | 22 | «Neighborhood Watch» «Соседский дозор»        | Роберт Флорио      | Кристина Ким                                | 8 мая 2012        | 322       | 14,56                  |
| 71 | 23 | «Sans Voir (Part I)» «Игра вслепую»           | Джон Питер Кусакис | Джил Грант                                  | 15 мая 2012       | 323       | 15,19                  |
| 72 | 24 | «Sans Voir (Part II)» «Игра вслепую, часть 2» | Терренс О’Хара     | Шэйн Бреннан                                | 15 мая 2012       | 324       | 15,19                  |

### Сезон 4 (2012–13)
| №  | #  | Название                                           | Режиссёр           | Сценарист                   | Дата показа в США | Код серии | Зрители США (миллионы) |
| -- | -- | -------------------------------------------------- | ------------------ | --------------------------- | ----------------- | --------- | ---------------------- |
| 73 | 1  | «Endgame» «Конец игры»                             | Терренс О’Хара     | Шэйн Бреннан                | 25 сентября 2012  | 401       | 16,74                  |
| 74 | 2  | «Recruit» «Новобранец»                             | Джеймс Уитмор мл.  | Скотт Геммилл               | 2 октября 2012    | 402       | 14,91                  |
| 75 | 3  | «The Fifth Man» «Пятый»                            | Джон Питер Кусакис | Дэйв Кэлштейн               | 9 октября 2012    | 403       | 15,18                  |
| 76 | 4  | «Dead Body Politic» «Хитроумный мертвец»           | Тони Уормби        | Джордана Льюис Джаффе       | 23 октября 2012   | 404       | 16,53                  |
| 77 | 5  | «Out of the Past (Part I)» «Из прошлого. Часть 1»  | Дэннис Смит        | Фрэнк Милитери              | 30 октября 2012   | 405       | 16,28                  |
| 78 | 6  | «Rude Awakenings» «Внезапное пробуждение. Часть 2» | Карен Гавиола      | Фрэнк Милитери              | 13 ноября 2012    | 406       | 15,77                  |
| 79 | 7  | «Skin Deep» «Глубоко под кожей»                    | Пол Кауфман        | Джил Грант                  | 20 ноября 2012    | 407       | 15,13                  |
| 80 | 8  | «Collateral» «Родственница»                        | Кейт Вудс          | Чео Ходаки Кокер            | 27 ноября 2012    | 408       | 14,49                  |
| 81 | 9  | «The Gold Standard» «Золотой стандарт»             | Тони Уормби        | Джозеф Уилсон               | 11 декадря 2012   | 409       | 15,12                  |
| 82 | 10 | «Free Ride» «Поездка на халяву»                    | Джонатан Фрейкс    | Тим Клементе, Скотт Геммилл | 18 декабря 2012   | 410       | 15,48                  |
| 83 | 11 | «Drive» «Гонка»                                    | Стивен ДеПол       | Джо Сакс                    | 8 января 2013     | 411       | 17,90                  |
| 84 | 12 | «Paper Soldiers» «Бумажные солдаты»                | Терренс О’Хара     | Джордана Льюис Джаффе       | 15 января 2013    | 412       | 17,63                  |
| 85 | 13 | «The Chosen One» «Избранный»                       | Пол Кауфман        | Чео Ходаки Кокер            | 29 января 2013    | 413       | 17,30                  |
| 86 | 14 | «Kill House» «Полигон»                             | Ларри Тенг         | Дэйв Калштейн               | 5 февраля 2013    | 414       | 16,67                  |
| 87 | 15 | «History» «История»                                | Джеймс Уитмор мл.  | Скотт Салливан              | 19 февраля 2013   | 415       | 16,27                  |
| 88 | 16 | «Lohkay» «Локхай»                                  | Диана Валентайн    | Джозеф Уилсон               | 26 февраля 2013   | 416       | 17,02                  |
| 89 | 17 | «Wanted» «Особо опасен»                            | Крис О’Доннелл     | Скотт Геммилл               | 5 марта 2013      | 417       | 16,24                  |
| 90 | 18 | «Красная команда» «Red»                            | Тони Уормби        | Шэйн Бреннан                | 19 марта 2013     | 418       | 16,84                  |
| 91 | 19 | «Красная команда 2» «Red 2»                        | Тони Уормби        | Шэйн Бреннан                | 26 марта 2013     | 419       | 14,53                  |
| 92 | 20 | «Безупречность» «Purity»                           | Эрик Ланёвилль     | Джо Сакс                    | 9 апреля 2013     | 420       | 14,10                  |
| 93 | 21 | «Воскресение» «Resurrection»                       | Эрик А. Пот        | Джил Грант, Дэйв Калштейн   | 23 апреля 2013    | 421       | 14,22                  |
| 94 | 22 | «Вороны и лебеди» «Raven & The Swans»              | Роберт Флорио      | Скотт Геммилл               | 30 апреля 2013    | 422       | 13,07                  |
| 95 | 23 | «Переговоры» «Parley»                              | Джон Питер Кусакис | Чео Ходаки Кокер            | 7 мая 2013        | 423       | 13,18                  |
| 96 | 24 | «Падение» «Descent»                                | Терренс О’Хара     | Фрэнк Милитери              | 14 мая 2013       | 424       | 13,52                  |

### Сезон 5 (2013–14)
| №   | #  | Название                                             | Режиссёр           | Сценарист                            | Дата показа в США | Код серии | Зрители США (миллионы) |
| --- | -- | ---------------------------------------------------- | ------------------ | ------------------------------------ | ----------------- | --------- | ---------------------- |
| 97  | 1  | «Ascension» «Восхождение»                            | Терренс О’Хара     | Фрэнк Милитери                       | 24 сентября 2013  | 501       | 16,35                  |
| 98  | 2  | «Impact» «Столкновение»                              | Джонатан Фрейкс    | Сара Сарви, Скотт Геммилл            | 1 октября 2013    | 502       | 15,09                  |
| 99  | 3  | «Omni» «Омни»                                        | Ларри Тенг         | Кайл Харимото                        | 8 октября 2013    | 503       | 14,84                  |
| 100 | 4  | «Reznikov, N.» «Резников Н»                          | Тони Уормби        | Шэйн Бреннан                         | 15 октября 2013   | 504       | 14,65                  |
| 101 | 5  | «Unwritten Rule» «Неписаное правило»                 | Ларри Тенг         | Джозеф Уилсон, Джордана Льюис Джаффе | 22 октября 2013   | 505       | 14,92                  |
| 102 | 6  | «Big Brother» «Большой брат»                         | Стивен ДеПол       | Джордана Льюис Джаффе                | 29 октября 2013   | 506       | 14,90                  |
| 103 | 7  | «The Livelong Day» «День длиною в жизнь»             | Дэннис Смит        | Джо Сакс                             | 5 ноября 2013     | 507       | 14,76                  |
| 104 | 8  | «Fallout» «Падение»                                  | Диана Валентайн    | Джозеф Уилсон                        | 12 ноября 2013    | 508       | 14,88                  |
| 105 | 9  | «Recovery» «Реабилитация»                            | Пол Кауфман        | Джил Грант                           | 19 ноября 2013    | 509       | 14,99                  |
| 106 | 10 | «The Frozen Lake» «Замерзшее озеро»                  | Джон Питер Кусакис | Дэйв Калштейн                        | 26 ноября 2013    | 510       | 12,32                  |
| 107 | 11 | «Iron Curtain Rising» «Железный занавес поднимается» | Тони Уормби        | Джордана Льюис Джаффе                | 10 декабря 2013   | 511       | 15,24                  |
| 108 | 12 | «Merry Evasion» «Веселый манёвр»                     | Карен Гавиола      | Кайл Харимото                        | 17 декабря 2013   | 512       | 15,58                  |
| 109 | 13 | «Allegiance» «Преданность»                           | Эрик Ланёвилль     | Фрэнк Милитери, Эндрю Бартельс       | 14 января 2014    | 513       | 15,87                  |
| 110 | 14 | «War Cries» «Боевой клич»                            | Джеймс Хэнлон      | Скотт Геммилл                        | 4 февраля 2014    | 514       | 16,30                  |
| 111 | 15 | «Tuhon» «Тухон»                                      | Кристин Мур        | Дэйв Калштейн                        | 25 февраля 2014   | 515       | 13,15                  |
| 112 | 16 | «Fish Out of Water» «Рыба, вытащенная из воды»       | Терренс О’Хара     | Джо Сакс                             | 4 марта 2014      | 516       | 14,37                  |
| 113 | 17 | «Between the Lines» «Между строк»                    | Дэннис Смит        | Джозеф Уилсон                        | 18 марта 2014     | 517       | 14,21                  |
| 114 | 18 | «Zero Days» «Нулевые дни»                            | Тони Уормби        | Эндрю Бартельс                       | 25 марта 2014     | 518       | 15,54                  |
| 115 | 19 | «Spoils of War» «Трофеи войны»                       | Фрэнк Милитери     | Фрэнк Милитери                       | 1 апреля 2014     | 519       | 15,31                  |
| 116 | 20 | «Windfall» «Непредвиденные»                          | Эрик Пот           | Джил Грант                           | 8 апреля 2014     | 620       | 14,56                  |
| 117 | 21 | «Three Hearts» «Три сердца»                          | Диана Валентайн    | Дэйв Калштейн, Кайл Харимото         | 15 апреля 2014    | 621       | 14,69                  |
| 118 | 22 | «One More Chance» «Еще один шанс»                    | Тони Уормби        | Дэвид Дж. Норт                       | 29 апреля 2014    | 622       | 14,83                  |
| 119 | 23 | «Exposure» «Экспозиция»                              | Ларри Тенг         | Скотт Геммилл                        | 6 мая 2014        | 623       | 14,11                  |
| 120 | 24 | «Deep Trouble» «В большой опасности»                 | Ларри Тенг         | Скотт Геммилл                        | 13 мая 2014       | 624       | 14,85                  |

### Сезон 6 (2014–15)
| №   | #  | Название                                               | Режиссёр            | Сценарист                          | Дата показа в США | Код серии | Зрители США (миллионы) |
| --- | -- | ------------------------------------------------------ | ------------------- | ---------------------------------- | ----------------- | --------- | ---------------------- |
| 121 | 1  | «Deep Trouble, Pt. II» «В большой опасности, Часть II» | Деннис Смит         | Р. Скотт Гэммилл                   | 29 сентября 2014  | 601       | 9,48                   |
| 122 | 2  | «Inelegant Heart» «Безвкусное сердце»                  | Джон Питер Коусакис | Р. Скотт Гэммилл                   | 6 октября 2014    | 602       | 8,74                   |
| 123 | 3  | «Praesidium» «Президиум»                               | Деннис Смит         | Эрин Броадхарст & Р. Скотт Гэммилл | 13 октября 2014   | 603       | 9,24                   |
| 124 | 4  | «The 3rd Choir» «Третий хор»                           | Диана С. Валентайн  | Дана Скэнлон & Р. Скотт Гэммилл    | 20 октября 2014   | 604       | 8,78                   |
| 125 | 5  | «Black Budget» «Секретный бюджет»                      | Деннис Смит         | Фрэнк Милитари                     | 27 октября 2014   | 605       | 8,68                   |
| 126 | 6  | «SEAL Hunter» «Охотник на Морских котиков»             | Крис О’Доннелл      | Сара Серви & Фрэнк Милитари        | 3 ноября 2014     | 606       | 9,20                   |
| 127 | 7  | «Leipei» «Лейпей»                                      | Дэвид Родригез      | Кайл Харимото                      | 10 ноября 2014    | 607       | 8,22                   |
| 128 | 8  | «The Grey Man» «Серый человек»                         | Джеймс Хэнлон       | Эндрю Бартелс                      | 17 ноября 2014    | 608       | 8,82                   |
| 129 | 9  | «Traitor» «Предатель»                                  | Эрик А. Пот         | Майкл Удески & Р. Скотт Гэммилл    | 24 ноября 2014    | 609       | 8,82                   |
| 130 | 10 | «Reign Fall» «Царственное падение»                     | Кристиан Мур        | Джозеф С. Уилсон                   | 8 декабря 2014    | 610       | 8,73                   |
| 131 | 11 | «Humbug» «Вздор»                                       | Тони Уормби         | Кайл Харимото & Эндрю Бартелс      | 15 декабря 2014   | 611       | 9,54                   |
| 132 | 12 | «Spiral» «Спираль»                                     | Ларри Тенг          | Дейв Калстейн                      | 5 января 2015     | 612       | 11,90                  |
| 133 | 13 | «In the Line of Duty» «На службе»                      | Карен Гавиола       | Тим Клементе                       | 19 января 2015    | 613       | 9,45                   |
| 134 | 14 | «Black Wind» «Черный ветер»                            | Деннис Смит         | Джо Сатч                           | 2 февраля 2015    | 614       | 9,78                   |
| 135 | 15 | «Forest for the Trees» «Лес за деревьями»              | Диана С. Валентайн  | Гил Грант                          | 9 февраля 2015    | 615       | 10,35                  |
| 136 | 16 | «Expiration Date» «Срок годности»                      | Терренс Найтингейл  | Дейв Калстейн                      | 23 февраля 2015   | 616       | 9,83                   |
| 137 | 17 | «Savoir Faire» «Ноу-хау»                               | Эрик Ланейвилл      | Джордана Льюис Джаффе              | 9 марта 2015      | 617       | 10,72                  |
| 138 | 18 | «Fighting Shadows» «Борьба теней»                      | Тони Уормби         | Эндрю Бартелс                      | 23 марта 2015     | 618       | 9,39                   |
| 139 | 19 | «Blaze of Glory» «Блеск славы»                         | Теренс О'Хара       | Джо Сачс                           | 30 марта 2015     | 619       | 9,17                   |
| 140 | 20 | «Rage» «Ярость»                                        | Фрэнк Милитари      | Фрэнк Милитари                     | 13 апреля 2015    | 620       | 9,36                   |
| 141 | 21 | «Beacon» «Маяк»                                        | Диана С. Валентайн  | Джордана Льюис Джаффе              | 20 апреля 2015    | 621       | 8,83                   |
| 142 | 22 | «Field of Fire» «Поле огня»                            | Роберт Флорио       | Гил Грант                          | 27 апреля 2015    | 622       | 7,82                   |
| 143 | 23 | «Kolcheck, A.» «Колчек А.»                             | Джеймс Хэнлон       | Джозеф С. Уилсон                   | 11 мая 2015       | 623       | 8,21                   |
| 144 | 24 | «Chernoff, K.» «Чернов, К.»                            | Джон Питр Коусакис  | Кайл Харимото                      | 18 мая 2015       | 624       | 9,33                   |

### Сезон 7 (2015–16)
| №   | #  | Название                                        | Режиссёр           | Сценарист                        | Дата показа в США | Код серии | Зрители США (миллионы) |
| --- | -- | ----------------------------------------------- | ------------------ | -------------------------------- | ----------------- | --------- | ---------------------- |
| 145 | 1  | «Active Measures» «Активные действия»           | Джон Питер Кусакис | Р. Скотт Геммилл                 | 21 сентября 2015  | 701       | 7,89                   |
| 146 | 2  | «Citadel» «Цитадель»                            | Эрик Ланёвилль     | Дэйв Калштейн                    | 28 сентября 2015  | 702       | 7,66                   |
| 147 | 3  | «Driving Miss Diaz» «Шофёр мисс Диас»           | Джеймс Хэнлон      | Эндрю Бартельс                   | 5 октября 2015    | 703       | 7,99                   |
| 148 | 4  | «Command & Control» «Командовать и управлять»   | Терренс О’Хара     | Кайл Харимото                    | 12 октября 2015   | 704       | 8,45                   |
| 149 | 5  | «Blame it on Rio» «Во всём виноват Рио»         | Деннис Смит        | Р. Скотт Геммилл                 | 19 октября 2015   | 623       | 8,77                   |
| 145 | 6  | «Unspoken» «Невысказанный»                      | Дайан С. Валентайн | Эрин Броадхёрст и Фрэнк Милитери | 2 ноября 2015     | 705       | 8,41                   |
| 151 | 7  | «An Unlocked Mind» «Разблокированный разум»     | Крис О’Доннелл     | Фрэнк Милитари                   | 9 ноября 2015     | 624       | 7.91                   |
| 152 | 8  | «The Long Goodbye» «Долгое прощание»            | Джон Питер Кусакис | Дэйв Калштейн                    | 16 ноября 2015    | 708       | 7.91                   |
| 153 | 9  | «Defectors» «Перебежчики»                       | Деннис Смит        | Джордана Льюис Джаффе            | 23 ноября 2015    | 706       | 7.80                   |
| 154 | 10 | «Internal Affairs» «Внутреннее дело»            | Эрик А. Пот        | Чад Мазеро & Р. Скотт Геммилл    | 7 декабря 2015    | 707       | 9.52                   |
| 155 | 11 | «Cancel Christmas» «Отмененное Рождество»       | Пол А. Кауфман     | Джозеф С. Уилсон                 | 14 декабря 2015   | 709       | 9.22                   |
| 156 | 12 | «Core Values» «Главные ценности»                | Карен Гавиола      | Джо Сачс                         | 4 января 2016     | 710       | 10.51                  |
| 157 | 13 | «Angels & Daemons» «Ангелы и демоны»            | Джеймс Хэнлон      | Эндрю Бартелс                    | 18 января 2016    | 711       | 10.64                  |
| 158 | 14 | «Come Back» «Возвращение»                       | Эрик Ланёвилль     | Эрин Броадхёрст                  | 25 января 2016    | 714       | 10.06                  |
| 159 | 15 | «Matryoshka» «Матрёшка»                         | Деннис Смит        | Кайл Харимото & Р. Скотт Геммилл | 8 февраля 2016    | 712       | 9.75                   |
| 160 | 16 | «Matryoshka, Part 2» «Матрёшка. Часть 2»        | Терренс О’Хара     | Кайл Харимото & Р. Скотт Геммилл | 22 февраля 2016   | 713       | 8.82                   |
| 161 | 17 | «Revenge Deferred» «Отсроченная месть»          | Рик Тунелл         | Фрэнк Милитари & Чад Мазеро      | 29 февраля 2016   | 715       | 7.94                   |
| 162 | 18 | «Exchange Rate» «Обменный курс»                 | Тауниа МакКирнен   | Джордана Льюис Джаффе            | 14 марта 2016     | 718       | 8.78                   |
| 163 | 19 | «The Seventh Child» «Седьмой ребёнок»           | Фрэнк Милитари     | Фрэнк Милитари                   | 21 марта 2016     | 719       | 8.76                   |
| 164 | 20 | «Seoul Man» «Человек из Сеула»                  | Дайан С. Валентайн | Джо Сачс                         | 28 марта 2016     | 718       | 8.91                   |
| 165 | 21 | «Head of the Snake» «Голова Змеи»               | Роберт Флорио      | Джозеф С. Уилсон                 | 11 апреля 2016    | 719       | 8.24                   |
| 166 | 22 | «GRANGER, O.» «Гренджер, О.»                    | Деннис Смит        | Кайл Харимото                    | 18 апреля 2016    | 720       | 7.79                   |
| 167 | 23 | «Where There's Smoke...» «Нет дыма без огня...» | Джеймс Хэнлон      | Эндрю Бартельс                   | 25 апреля 2016    | 721       | 7.87                   |
| 168 | 24 | «Talion» «Талион»                               | Джон Питер Кусакис | Р. Скотт Геммилл                 | 2 мая 2016        | 722       | 8.10                   |

### Сезон 8 (2016–17)
| №   | #  | Название                                            | Режиссёр           | Сценарист                            | Дата показа в США | Код серии | Зрители США (миллионы) |
| --- | -- | --------------------------------------------------- | ------------------ | ------------------------------------ | ----------------- | --------- | ---------------------- |
| 169 | 1  | «High-Value Target» «Высшая цель»                   | Тауниа МакКирнен   | Р. Скотт Геммилл                     | 25 сентября 2016  | 801       | 10.34                  |
| 170 | 2  | «Belly of the Beast» «Брюхо зверя»                  | Терренс О’Хара     | Р. Скотт Геммилл                     | 25 сентября 2016  | 802       | 10.34                  |
| 171 | 3  | «The Queen's Gambit» «Королевский гамбит»           | Деннис Смит        | Р. Скотт Геммилл                     | 2 октября 2016    | 803       | 11.39                  |
| 172 | 4  | «Black Market» «Черный рынок»                       | Джеймс Хэнлон      | Джордана Льюис Джаффе                | 16 октября 2016   | 804       | 10.89                  |
| 173 | 5  | «Ghost Gun» «Призрачная пушка»                      | Бенни Бум          | Кайл Харимото                        | 23 октября 20165  | 805       | 11.40                  |
| 174 | 6  | «Home Is Where the Heart Is» «Дом - там где сердце» | Эрик А. Пот        | Джозеф К. Уилсон                     | 30 октября 2016   | 806       | 9.74                   |
| 175 | 7  | «Crazy Train» «Сумасшедший поезд»                   | Дайан С. Валентайн | Фрэнк Милитари                       | 6 ноября 2016     | 808       | 12.11                  |
| 176 | 8  | «Parallel Resistors» «Параллельные ризисторы»       | Эрик Ланейвилль    | Джо Сакс                             | 13 ноября 2015    | 808       | 12.11                  |
| 177 | 9  | «Glasnost» «Гласность»                              | Джон Питер Кусакис | Эндрю Бартельс                       | 20 ноября 2016    | 809       | 10.43                  |
| 178 | 10 | «Sirens» «Сирены»                                   | Джонатан Фрэкс     | Эрин Бродхерст                       | 27 ноября 2016    | 810       | 11.39                  |
| 179 | 11 | «Tidings We Bring» «Весть о нас»                    | Джеймс Ханлон      | Чад Мазеро                           | 18 декабря 2016   | 811       | 10.37                  |
| 180 | 12 | «Kulinda» «Кулинда»                                 | Тауниа МакКирнен   | Кайл Харимото                        | 8 января 2017     | 812       | 10.41                  |
| 181 | 13 | «Hot Water» «Горячая вода»                          | Деннис Смит        | Анастасия Кусакис                    | 15 января 2017    | 813       | 10.64                  |
| 182 | 14 | «Under Siege» «В Осаде»                             | Руб Надд           | Р. Скотт Джеммилл                    | 29 января 2017    | 814       | 11.29                  |
| 183 | 15 | «Payback» «Окупаемость»                             | Терренс О'Хара     | Джордана Льюис Яффе                  | 19 февраля 2017   | 815       | 8.61                   |
| 184 | 16 | «Old Tricks» «Старые трюки»                         | Теренс Найтингейл  | Эндрю Бартельс                       | 5 марта 2017      | 816       | 9.46                   |
| 185 | 17 | «Queen Pin» «Королевский Пин»                       | Эрик Ланейвилль    | Джозеф К. Уилсон                     | 12 марта 2017     | 817       | 9.26                   |
| 186 | 18 | «Getaway» «Уход»                                    | Тони Уормби        | Эрин Бродхерст                       | 19 марта 2017     | 818       | 9.10                   |
| 187 | 19 | «767» «767»                                         | Бенни Бум          | Кайл Харимото                        | 26 марта 2017     | 819       | 11.17                  |
| 188 | 20 | «From Havana with Love» «Из Гаваны с любовью»       | Деннис Смит        | Джо Сакс                             | 9 апреля 2017     | 820       | 9.51                   |
| 189 | 21 | «Battle Scars» «Боевые шрамы»                       | Джеймс Уитмор, мл. | Джордана Льюис Яффе и Эндрю Бартельс | 23 апреля 2017    | 821       | 9.44                   |
| 190 | 22 | «Golden Days» «Золотые дни»                         | Руба Надда         | Джозеф К. Уилсон и Ли А. Карлайл     | 30 апреля 2017    | 822       | 7.79                   |
| 191 | 23 | «Uncaged» «Uncaged»                                 | Фрэнк Милитари     | Фрэнк Милитари                       | 7 мая 2017        | 823       | 9.06                   |
| 192 | 24 | «Unleashed» «Начатый»                               | Джон Питер Кусакис | Р. Скотт Геммилл                     | 14 мая 2017       | 824       | 9.40                   |

### Сезон 9 (2017 - 18)
| №   | #  | Название                                                   | Режиссёр           | Сценарист                        | Дата показа в США | Код серии | Зрители США (миллионы) |
| --- | -- | ---------------------------------------------------------- | ------------------ | -------------------------------- | ----------------- | --------- | ---------------------- |
| 193 | 1  | «Party Crashers» «Незваные гости»                          | Джон Питер Кусакис | Р. Скотт Геммилл                 | 1 октября 2017    | 901       | 8.95                   |
| 194 | 2  | «Se Murio El Payaso» «Си Мурио Эль Паусо»                  | Рик Тюнелл         | Кайл Харимото                    | 8 октября 2017    | 825       | 8.46                   |
| 195 | 3  | «Assets» «Активы»                                          | Тауниа МакКирнен   | Кайл Harimoto                    | 15 октября 2017   | 902       | 8.65                   |
| 196 | 4  | «Plain Sight» «Место посадки»                              | Деннис Смит        | Джозеф К. Уилсон                 | 22 октября 2016   | 903       | 8.18                   |
| 197 | 5  | «Mountebank» «Шарлатан»                                    | Терренс О'Хара     | Джордана Льюис Яффе              | 29 октября 20165  | 904       | 7.50                   |
| 198 | 6  | «Can I Get a Witness?» «Могу ли я получить свидетеля?»     | Джеймс Ханлон      | Чад Мазеро                       | 5 ноября 2017     | 826       | 8.03                   |
| 199 | 7  | «The Silo» «Силос»                                         | Джеймс Уитмор, мл. | Фрэнк Милитари                   | 12 ноября 2017    | 905       | 7.86                   |
| 200 | 8  | «This Is What We Do» «Это то, что Мы делаем»               | Джон Питер Кусакис | Р. Скотт Джеммилл                | 19 ноября 2017    | 906       | 6.95                   |
| 201 | 9  | «Fool Me Twice» «Обмани меня дважды»                       | Бенни Бум          | Эндрю Бартельс                   | 26 ноября 2017    | 907       | 7.64                   |
| 202 | 10 | «Forasteira» «Форастерия»                                  | Эрик Пот           | Эрин Бродхерст                   | 10 декабря 2017   | 908       | 7.53                   |
| 203 | 11 | «All Is Bright» «Все ярко»                                 | Руба Надда         | Чад Мазеро                       | 17 декабря 2017   | 909       | 7.21                   |
| 204 | 12 | «Under Pressure» «Под давлением»                           | Диана С. Валентайн | Джо Сакс                         | 7 января 2018     | 911       | 7.87                   |
| 205 | 13 | «Các Tù Nhân» «Заключенные»                                | Джеймс Ханлон      | Р. Скотт Джеммилл                | 14 января 2018    | 910       | 9.12                   |
| 206 | 14 | «Goodbye, Vietnam» «Прощай, Вьетнам»                       | Джон Питер Кусакис | Р. Скотт Джеммилл                | 11 марта 2018     | 912       | 8.03                   |
| 207 | 15 | «Liabilities» «Обязательства»                              | Лили Марие         | Кайл Харимото                    | 18 марта 2018     | 913       | 8.02                   |
| 208 | 16 | «Warriors of Peace» «Война мира»                           | Теренс Найтингейл  | Эндрю Бартельс                   | 25 марта 2018     | 914       | 8.58                   |
| 209 | 17 | «The Monster» «Монстр»                                     | Деннис Смит        | Адам Джордж Кей и Френк Милитари | 1 апреля 2018     | 915       | 7.12                   |
| 210 | 18 | «Vendetta» «Вендетта»                                      | Джеймс Уитмор мл.  | Джордана Льюис Яффе              | 8 апреля 2018     | 916       | 8.14                   |
| 211 | 19 | «Outside the Lines» «Вне линии»                            | Сюзанна Сальц      | Джозеф К. Уилсон                 | 22 апреля 2018    | 917       | 7.57                   |
| 212 | 20 | «Reentry» «Возвращение»                                    | Эрик Пот           | Ли А. Карлайл и Эндрю Бартельс   | 29 апреля 2018    | 918       | 7.62                   |
| 213 | 21 | «Where Everybody Knows Your Name» «Где все знают твое имя» | Рик Тюнелл         | Чад Мазеро и Джордана Льюис Яффе | 6 мая 2018        | 919       | 7.71                   |
| 214 | 22 | «Venganza» «Venganza»                                      | Яншом Брауэн       | Эрин Бродхерст и Кайл Харимото   | 13 мая 2018       | 920       | 7.32                   |
| 215 | 23 | «A Line in the Sand» «Линия в песке»                       | Френк Милитари     | Френк Милитари                   | 20 мая 2018       | 921       | 7.82                   |
| 216 | 24 | «Ninguna Salida» «Нингуна Салида»                          | Джон Питер Кусакис | Джо Сакс и Р. Скотт Джеммилл     | 20 мая 2018       | 922       | 7.82                   |

### Сезон 10 (2018 - 19)
| №   | #  | Название                                               | Режиссёр           | Сценарист                       | Дата показа в США | Код серии | Зрители США (миллионы) |
| --- | -- | ------------------------------------------------------ | ------------------ | ------------------------------- | ----------------- | --------- | ---------------------- |
| 217 | 1  | «To Live and Die in Mexico» «Жить и умереть в Мексике» | Франк Милитари     | Франк Милитари                  | 30 сентября 2018  | 1001      | 8.75                   |
| 218 | 2  | «Superhuman» «Сверхчеловек»                            | Деннис Смит        | Кайл Харимото                   | 7 октября 2018    | 1002      | 7.54                   |
| 219 | 3  | «The Prince» «Принц»                                   | Лили Марие         | Эндрю Бартельс                  | 14 октября 2018   | 1003      | 7.63                   |
| 220 | 4  | «Hit List» «Хит-Лист»                                  | Эрик Пот           | Скотт Джеммилл                  | 21 октября 2018   | 1004      | 8.35                   |
| 221 | 5  | «Pro Se» «Для»                                         | Бенни Бум          | Джордана Льюис Джаффе           | 28 октября 2018   | 1005      | 7.19                   |
| 222 | 6  | «Asesinos» «Безжалостный»                              | Терренс О'Хара     | Р. Скотт Геммилл                | 4 ноября 2018     | 1006      | 7.04                   |
| 223 | 7  | «One of Us» «Один из нас»                              | Деннис Смит        | Кайл Харимото                   | 11 ноября 2018    | 1007      | 6.85                   |
| 224 | 8  | «The Patton Project» «Проект Паттон»                   | Руба Надда         | Франк Милитари                  | 18 ноября 2018    | 1008      | 7.22                   |
| 225 | 9  | «A Diamond in the Rough» «Бриллиант в грубой»          | Джеймс Хэнлон      | Чад Мазеро                      | 25 ноября 2018    | 1009      | 7.20                   |
| 226 | 10 | «Heist» «Ограбление»                                   | Янгзом Брауэн      | Джордана Льюис Джаффе           | 9 декабря 2018    | 1010      | 7.50                   |
| 227 | 11 | «Joyride» «Увеселительная поездка»                     | Тавния МакКирнан   | Эрин Бродхерст                  | 11 декабря 2018   | 1011      | 7.21                   |
| 228 | 12 | «The Sound of Silence» «Звук тишины»                   | Теренс Найтингалл  | Джо Сакс                        | 6 января 2019     | 1012      | 7.59                   |
| 229 | 13 | «Better Angels» «Лучшие ангелы»                        | Диана С. Валентина | Франк Милитари                  | 13 января 2019    | 1013      | 8.31                   |
| 230 | 14 | «Smokescreen» «Дымовая завеса»                         | Деннис Смит        | Эндрю Бартельс                  | 27 января 2019    | 1014      | 6.75                   |
| 231 | 15 | «Smokescreen, Part II» «Дымовая завеса Часть 2»        | Шервин Шилати      | Мэтт Клафтер и Кайл Харимото    | 17 февраля 2019   | 1015      | 6.74                   |
| 232 | 16 | «Into the Breach» «В пролом»                           | Джеймс Хэнлон      | Ли А. Карлайл                   | 3 марта 2019      | 1016      | 6.97                   |
| 233 | 17 | «Till Death Do Us Part» «Пока смерть не разлучит нас»  | Тони Уормби        | Р. Скотт Геммилл                | 17 марта 2019     | 1017      | 8.47                   |
| 234 | 18 | «Born To Run» «Рожденный, чтобы бежать»                | Лили Мария         | Джордана Льюис Джаффе           | 24 марта 2019     | 1018      | 7.16                   |
| 235 | 19 | «Searching» «Поиск»                                    | Терренс О'Хара     | Адам Джордж Кей и Кайл Харимото | 31 марта 2019     | 1019      | 7.50                   |
| 236 | 20 | «Choke Point» «Узкие места»                            | Джеймс Уитмор мл.  | Джо Сакс и Р. Скотт Геммилл     | 14 апреля 2019    | 1020      | 6.79                   |
| 237 | 21 | «The One That Got Away» «Та, что сбежала»              | Эрик А. Пот        | Эндрю Бартельс и Эрин Бродхерст | 28 апреля 2019    | 1021      | 5.66                   |
| 238 | 22 | «No More Secrets» «Больше никаких секретов»            | Янгзом Брауэн      | Эндрю Бартельс и Эрин Бродхерст | 5 мая 2019        | 1022      | 4.95                   |
| 239 | 23 | «The Guardian» «Защитник»                              | Джон П. Кусакис    | Р. Скотт Геммилл                | 12 мая 2019       | 1023      | 5.98                   |
| 240 | 24 | «False Flag» «Ложный флаг»                             | Деннис Смит        | Франк Милитари                  | 19 мая 2019       | 1024      | 5.28                   |

### Сезон 11 (2019 - 20)
| №   | #  | Название                                                | Режиссёр          | Сценарист                                                                                 | Дата показа в США | Зрители США (миллионы) |
| --- | -- | ------------------------------------------------------- | ----------------- | ----------------------------------------------------------------------------------------- | ----------------- | ---------------------- |
| 241 | 1  | «Пусть судьба решает» «Let Fate Decide»                 | Кристина Мур      | Кайл Харимото                                                                             | 29 сентября 2019  | 6.44                   |
| 242 | 2  | «Приманка» «Decoy»                                      | Деннис Смит       | Кайл Харимото                                                                             | 6 октября 2019    | 6.70                   |
| 243 | 3  | «Аве Мария» «Hail Mary»                                 | Бенни Бум         | Р. Скотт Геммилл и Фрэнк Милитари                                                         | 13 октября 2019   | 6.63                   |
| 244 | 4  | «Желтый Джек» «Yellow Jack»                             | Терренс О'Хара    | Эндрю Бартельс                                                                            | 20 октября 2019   | 6.40                   |
| 245 | 5  | «Прованс» «Provenance»                                  | Лили Мария        | Джордана Льюис Джаффе                                                                     | 27 октября 2019   | 6.09                   |
| 246 | 6  | «Кровавый бриллиантовый план» «A Bloody Brilliant Plan» | Теренс Найтингалл | Телепередача: Френк Милитари Рассказ: Теренс Найтинголл и Кейт Д. Мартин и Френк Милитари | 3 ноября 2019     | 5.71                   |
| 247 | 7  | «Конкурс элегантности» «Concours D'Elegance»            | Яншом Брауэн      | Ли А. Карлайл                                                                             | 10 ноября 2019    | 6.04                   |
| 248 | 8  | «Отдел кадров» «Human Resources»                        | Джеймс Хэнлон     | Джо Сакс                                                                                  | 17 ноября 2019    | 6.51                   |
| 249 | 9  | «Убить Била: Том 1» «Kill Beale Vol. 1»                 | Эрик А. Пот       | Саманта Часс и Р. Скотт Геммилл                                                           | 24 ноября 2019    | 6.35                   |
| 250 | 10 | «Мать» «Mother»                                         | Дэннис Смит       | Бабар Пирзада & Эрик Кристиан Олсен                                                       | 1 декабря 2019    | 6.42                   |
| 251 | 11 | «Ответ» «Answers»                                       | Фрэнк Милитери    | Кайл Харимото                                                                             | 8 декабря 2019    | 6.42                   |
| 252 | 12 | «Основа» «Groundwork»                                   | Бенни Бум         | Эрин Бродхерст                                                                            | 5 января 2020     | 5.72                   |
| 253 | 13 | «Высшее общество» «High Society»                        | Джон Кусакис      | Чэд Мазеро                                                                                | 12 января 2020    | 6.37                   |
| 254 | 14 | «Вопросы обязательств» «Commitment Issues»              | Джеймс Хэнлон     | Джордана Льюис Джаффе                                                                     | 16 февраля 2020   | 6.05                   |
| 255 | 15 | «Круг» «The Circle»                                     | Диана Валентайн   | Эндрю Бартельс                                                                            | 23 февраля 2020   | 6.20                   |
| 256 | 16 | «Алсиядун» «Alsiyadun»                                  | Дэннис Смит       | Скотт Геммилл                                                                             | 1 марта 2020      | 6.49                   |
| 257 | 17 | «Следить за мной» «Watch Over Me»                       | Дэн Лью           | Кайл Харимото                                                                             | 8 марта 2020      | 6.56                   |
| 258 | 18 | «Потерянное время» «Missing Time»                       | Янгзом Брауен     | Эндрю Бартельс                                                                            | 22 марта 2020     | 7.44                   |
| 259 | 19 | «Удача благоволит храбрым» «Fortune Favors the Brave»   | Эрик А. Пот       | Скотт Геммилл                                                                             | 29 марта 2020     | 7.01                   |
| 260 | 20 | «Сбить» «Knock Down»                                    | Тони Уормби       | Джордана Льюис Джаффе                                                                     | 12 апреля 2020    | 6.77                   |
| 261 | 21 | «Убийство ворона» «Murder of Crows»                     | Сюзанна Зальц     | Чэд Мазеро                                                                                | 19 апреля 2020    | 6.89                   |
| 262 | 22 | «Норма поведения» «Code of Conduct»                     | Фрэнк Милитери    | Фрэнк Милитери                                                                            | 26 апреля 2020    | 5.26                   |

### Сезон 12 (2020 - 2021)
| № общий | № в сезоне | Название                                                     | Режиссёр           | Автор сценария                        | Дата премьеры   | Произв. код | Зрители в США (млн) |
| ------- | ---------- | ------------------------------------------------------------ | ------------------ | ------------------------------------- | --------------- | ----------- | ------------------- |
| 263     | 1          | «Медведь» «The Bear»                                         | Дэннис Смит        | Скотт Геммилл                         | 8 ноября 2020   | 1201        | 6.35                |
| 264     | 2          | «Военные преступления» «War Crimes»                          | Янгзом Брауен      | Джордана Льюис Джаффе                 | 15 ноября 2020  | 1202        | 6.10                |
| 265     | 3          | «Злой Карен» «Angry Karen»                                   | Дэннис Смит        | Скотт Геммилл                         | 22 ноября 2020  | 1203        | 6.11                |
| 266     | 4          | «Денежный поток» «Cash Flow»                                 | Янгзом Брауен      | Кайл Харимото                         | 6 декабря 2020  | 1204        | 4.56                |
| 267     | 5          | «Воскрешение мертвых» «Raising the Dead»                     | Терренс О’Хара     | Фрэнк Милитери                        | 6 декабря 2020  | 1205        | 3.86                |
| 268     | 6          | «Если судьба позволит» «If The Fates Allow»                  | Дэн Лью            | Эндрю Бартельс                        | 13 декабря 2020 | 1206        | 6.04                |
| 269     | 7          | «Просроченный» «Overdue»                                     | Терренс О’Хара     | Чэд Мазеро                            | 3 января 2021   | 1207        | 5.73                |
| 270     | 8          | «Любовь убивает» «Love Kills»                                | Дэн Лью            | Скотт Геммилл & Эрин Бродхерст        | 10 января 2021  | 1208        | 5.89                |
| 271     | 9          | «Свершившийся факт» «A Fait Accompli»                        | Эрик А. Пот        | Мэтт Клафтер & Кайл Харимото          | 17 января 2021  | 1209        | 5.57                |
| 272     | 10         | «Дочь водолаза» «The Frogman's Daughter»                     | Тауния Маккирнан   | Индира Гибсон & Джордана Льюис Джаффе | 14 февраля 2021 | 1210        | 6.15                |
| 273     | 11         | «Россия, Россия, Россия» «Russia, Russia, Russia»            | Даниэла Руа        | Р. Скотт Геммилл                      | 21 февраля 2021 | 1211        | 5.92                |
| 274     | 12         | «Не могу оторвать от тебя глаз» «Can't Take My Eyes Off You» | Тауния Маккирнан   | Ли А. Карлайл                         | 28 февраля 2021 | 1212        | 5.83                |
| 275     | 13         | «Красный Ровер, Красный Ровер» «Red Rover, Red Rover»        | Терренс О’Хара     | Эндрю Бартельс                        | 28 марта 2021   | 1213        | 5.57                |
| 276     | 14         | «Благородные девы» «The Noble Maidens»                       | Джеймс Хэнлон      | Чэд Мазеро & Р. Скотт Геммилл         | 4 апреля 2021   | 1214        | 5.55                |
| 277     | 15         | «Синдром самозванца» «Imposter Syndrome»                     | Эрик А. Пот        | Саманта Чейз                          | 2 мая 2021      | 1215        | 5.61                |
| 278     | 16         | «Признаки перемен» «Signs of Change»                         | Дэннис Смит        | Джордана Льюис Джаффе & Индира Гибсон | 9 мая 2021      | 1216        | 5.60                |
| 279     | 17         | «Сквозь зазеркалье» «Through the Looking Glass»              | Фрэнк Милитери     | Фрэнк Милитери                        | 16 мая 2021     | 1217        | 5.85                |
| 280     | 18         | «Повесть о двух Игорях» «A Tale of Two Igors»                | Джон Питер Кусакис | Скотт Геммилл & Кайл Харимото         | 23 мая 2021     | 1218        | 6.18                |

### Сезон 13 (2021 - 2022)
| № общий | № в сезоне | Название                                                  | Режиссёр           | Автор сценария                      | Дата премьеры   | Произв. код | Зрители в США (млн) |
| --- | ---------- | --------------------------------------------------------- | ------------------ | ----------------------------------- | --------------- | ----------- | ------------------- |
| 281 | 1          | «Объект 17» «Subject 17»                                  | Дэннис Смит        | Р. Скотт Геммилл                    | 10 октября 2021 | 1301        | 5.85                |
| В то время как Каллен подозревает Хэтти в том, что она хранит секреты о его прошлом, а Джоэль появляется в своем стремлении захватить Катю, Морская полиция должна выследить информатора, чья жизнь в опасности. Кроме того, Кенси и Дикс работают над расширением своей семьи. |            |                                                           |                    |                                     |                 |             |                     |
| 282 | 2          | «Фукушу» «Fukushu»                                        | Дэннис Смит        | Кайл Харимото                       | 17 октября 2021 | 1302        | 5.62                |
| Морская полиция принимает дело близко к сердцу, когда пожилой ветеран вьетнамо-американской войны, любимый отец офицера полиции Лос-Анджелеса, становится жертвой жестокого преступления на почве ненависти. |            |                                                           |                    |                                     |                 |             |                     |
| 283 | 3          | «Скованный договором» «Indentured»                        | Эрик А. Пот        | Фрэнк Милитери                      | 24 октября 2021 | 1303        | 5.78                |
| Сэм и Килбрайд столкнулись, когда дело торговца оружием, ответственного за бойню агентов ATF, привело их к другу Килбрайда, полковнику с хорошими связями, обвиненному в снабжении военизированных группировок оружием. |            |                                                           |                    |                                     |                 |             |                     |
| 284 | 4          | «Соболезную вашей утрате» «Sorry for Your Loss»           | Эрик А. Пот        | Чад Мазеро                          | 31 октября 2021 | 1304        | 5.07                |
| Пока Каллен продолжает охоту на Катю, Килбрайд обращается за помощью к команде NCIS, чтобы найти грузовик, полный украденного оружия. Задача становится более сложной, когда их подозреваемый найден мертвым. |            |                                                           |                    |                                     |                 |             |                     |
| 285 | 5          | «Поодиночке мы падаем» «Divided We Fall»                  | Теренс Найтингейл  | Эндрю Бартельс                      | 7 ноября 2021   | 1305        | 5.37                |
| Когда задача NCIS по защите уязвимого секретного агента пошла не так, агенты были допрошены индивидуально, чтобы выяснить, что на самом деле произошло. Килбрайд должен принять трудное решение. |            |                                                           |                    |                                     |                 |             |                     |
| 286 | 6          | «Закат» «Sundown»                                         | Сюзанн Зальц       | Ли А. Карлайл                       | 21 ноября 2021  | 1306        | 5.21                |
| Сэм ведет переговоры, и Раунтри работает под прикрытием, когда мужчина захватывает автобус с заложниками и угрожает взорвать его, если военные преступления его дочери не будут посмертно оправданы. |            |                                                           |                    |                                     |                 |             |                     |
| 287 | 7          | «Падение солдата» «Lost Soldier Down»                     | Даниэла Руа        | Индира Гибсон                       | 2 января 2022   | 1307        | 5.17                |
| Команда NCIS расследует очевидное самоубийство офицера военно-морской разведки, который прыгнул насмерть после приема ЛСД. Кроме того, пока Кенси находится на границе с Мексикой, Дикс планирует отремонтировать двор без ее участия. |            |                                                           |                    |                                     |                 |             |                     |
| 288 | 8          | «Волчья Земля» «A Land of Wolves»                         | Тауния Маккирнан   | Джастин Колас & Адам Ки             | 9 января 2022   | 1308        | 5.30                |
| Команда NCIS, к которой присоединился специальный агент Алия де Леон, пытается найти Кензи после того, как на нее напала и похитила военизированная группа, когда она помогала группе беженцев пересечь границу. Находясь в плену, Кензи связалась с одной из беженцев, попавших в плен вместе с ней, девушкой в период полового созревания, которая ищет новую жизнь в Соединенных Штатах. |            |                                                           |                    |                                     |                 |             |                     |
| 289 | 9          | «Сила влияния» «Under the Influence»                      | Джон Питер Кузакис | Анастасия Кузакис                   | 27 февраля 2022 | 1309        | 5.53                |
| Команда морской полиции помогает послу США в поисках ее пропавшей дочери Джиа (Кейтлин Кармайкл), популярного влиятельного лица в социальных сетях. Команда была потрясена, когда похитители вынудили Джиу попросить своих последователей собрать деньги для выкупа, а противокампания женоненавистников начинает собирать деньги для похитителей, чтобы казнить ее в прямом эфире в социальных сетях. Кроме того, агент Алия Де Леон возвращается, чтобы поддержать команду в этом деле. |            |                                                           |                    |                                     |                 |             |                     |
| 290 | 10         | «Вопрос верности (1. часть)» «Where Loyalties Lie»        | Тауния Маккирнан   | Мэтт Клафтер                        | 6 марта 2022    | 1310        | 5.45                |
| Когда гражданский ученый, работавший с морской пехотой, убит, а его передовые радиолокационные технологии украдены, команда морской полиции должна поторопиться, чтобы найти пропавшую технологию и виновника. Команда обнаруживает преступников - белую националистическую группировку, пытающуюся бомбить центр беженцев динамитом, доставленным китайским правительством в обмен на радар. Хотя группа была убита, а китайский оперативник арестован, технология все еще не была возвращена. Тем временем Кален сбит с толку, потому что его врач настойчиво утверждает, что у них была телефонная встреча в течение последних нескольких дней. Эпизод заканчивается тем, что неизвестная фигура удаляется от компьютера, запрограммированного с помощью глубокой фальшивой технологии, впервые увиденной в эпизоде „Синдром самозванца“(12x15), чтобы имитировать лицо и голос Каллена. |            |                                                           |                    |                                     |                 |             |                     |
| 291 | 11         | «Мелочи жизни (2. часть)» «All The Little Things»         | Терренс О'Хара     | Р. Скотт Геммилл                    | 13 марта 2022   | 1311        | 5.34                |
| Когда новорожденного находят брошенным на военно-морском корабле, Кензи и Дикс ищут мать на борту, прежде чем она умрет от осложнений.. Когда они нашли мать ребенка, Дикс и Кенси были потрясены, узнав, что беременность молодого моряка была результатом изнасилования гражданским подрядчиком девятью месяцами ранее, поэтому Каллен и Рантри должны произвести арест. Тем временем Килбрайд обращается к бывшему члену команды OSP Нейту Гейцу за советом о том, как помочь Каллену, который отчаянно ищет Хетти с помощью Саши Гагариной и Харриса Кина после того, как американский беспилотник атаковал "Аль-Каиду" в ее последнем известном местонахождении в Сирии. Они также обсуждают операцию "Дрома" - операцию ЦРУ 1970-х годов под руководством Хэтти, в ходе которой вербовали детей, в том числе недавно осиротевшего Каллена, в будущих американских оперативников. Эти двое опасаются, что информация, раскрытая операцией "Дрома", может не только разрушить отношения между Хетти и Калленом, но и навсегда разрушить всю команду OSP. эпизод заканчивается тем, что девушка Каллена Анна Колчек входит в лодочную комнату, разговаривая с Калленом, но Каллен уже там и понятия не имеет о разговоре. |            |                                                           |                    |                                     |                 |             |                     |
| 292 | 12         | «Стая» «Murmuration»                                      | Джеймс Хенлон      | Саманта Чейз                        | 20 марта 2022   | 1312        | 5.60                |
| Команда морской полиции расследует неопознанный самолет, который пролетает в воздушном пространстве США и врезается в авианосец ВМФ. Однако расследование было отменено, когда выяснилось, что NVP (неизвестное воздушное явление) - это рой дронов, купленный Министерством обороны и управляемый поддельным ИИ нейронной сети, который проверяет свои способности к обучению против ВМС США, "самый большой возможный противник, против которого может быть допрошен состав. Килбрайд говорит Фатиме, что расследование было просто формальностью, чтобы убедиться, что ответ на возможную „угрозу“ подходит для программирования ИИ. Килбрайд также предупреждает Фатиму, что Соединенные Штаты участвуют в мировой гонке за разработку технологии искусственного интеллекта, напоминающей космическую гонку - гонку, которую Америка, опять же, не может позволить себе проиграть. Кроме того, Дикс и Кенси начинают готовиться к проверке приемных семей, споря о многочисленных покупках, которые он сделал, пытаясь проявить привязанность инспектора и повысить свою симпатию к усыновлению. |            |                                                           |                    |                                     |                 |             |                     |
| 293 | 13         | «Рекомендации» «Bonafides»                                | Терренс О'Хара     | Кайл Харимото                       | 27 марта 2022   | 1313        | 5.21                |
| Когда напарник агента Министерства юстиции Лэнса Гамильтона убит, Сэм восстанавливает свою предыдущую тайную личность „нарушителя“, чтобы найти виновника. Также Кенси, Дикс, Рантри и Килбрайд работают над поимкой аэрокосмического инженера, который украл секретные чертежи ВМФ. |            |                                                           |                    |                                     |                 |             |                     |
| 294 | 14         | «Ящик Пандоры» «Pandora's Box»                            | Даниэль Руа        | Чад Мазеро & Ли А. Карлайл          | 27 марта 2022   | 1314        | 4.91                |
| Морская полиция расследует кражу из элитного хранилища произведений искусства, выдавая себя за потенциальных покупателей на черном рынке, чтобы выяснить, кто стоит за украденными предметами. |            |                                                           |                    |                                     |                 |             |                     |
| 295 | 15         | «Восприятие» «Perception»                                 | Бенни Бум          | Фейталегра Клод                     | 10 апреля 2022  | 1315        | 5.26                |
| Раунтри и его младшую сестру останавливает полиция, и с ними жестоко обращаются в явном случае расового профилирования, в то время как Морская полиция расследует смерть военно-морского фотографа, которому было поручено задокументировать строительство новой оружейной базы. |            |                                                           |                    |                                     |                 |             |                     |
| 296 | 16         | «Служебные псы» «MWD»                                     | Сьюзан Зальц       | Р. Скотт Геммилл                    | 17 апреля 2022  | 1316        | 5.64                |
| NCIS расследует похищение старшего сержанта Бумера, военной рабочей собаки. Тем временем Сэм хочет продать свою лодку, чтобы он мог заботиться о своем отце, страдающем болезнью Альцгеймера, и Каллен встретился с Нейтом, чтобы обсудить тревожную серию недавних событий, связанных с его жизнью. |            |                                                           |                    |                                     |                 |             |                     |
| 297 | 17         | «Генезис» «Genesis»                                       | Джон П. Кьюзакис   | Эндрю Бартельс                      | 24 апреля 2022  | 1317        | 5.65                |
| Команда помогает офицеру военно-морской разведки Ахиллу Али найти пропавшего без вести офицера, когда он вербовал иностранных оперативников в качестве возможных источников разведданных. Каллен и психолог Нейт Гейтц находят человека, который, казалось, обучал Каллена и Катю. |            |                                                           |                    |                                     |                 |             |                     |
| 298 | 18         | «Следуй за деньгами» «Hard For The Money»                 | Рик Туннелл        | Мэтт Клафтер & Индира Гибсон Уилсон | 1 мая 2022      | 1318        | 5.21                |
| NCIS расследует убийство женщины, нанятой программой противоракетной обороны ВМФ, и ее связь с украденными ракетными технологиями ВМФ. Сабатино был привлечен, чтобы помочь, в то время как Каллен был отстранен от службы из-за сильных подделок, посланных Катей. Однако Каллен использует это время, чтобы охотиться на Катю. Строгий социальный работник навещает Дикса. Сэм обсуждает продажу своего корабля. |            |                                                           |                    |                                     |                 |             |                     |
| 299 | 19         | «Живи свободно или умри стоя» «Live Free or Die Standing» | Даниэла Руа        | Эрик Кристиан Олсен                 | 1 мая 2022      | 1319        | 5.19                |
| Команда NCIS работает с агентом Управления по борьбе с наркотиками талией дель Кампо, чтобы найти пропавшего информатора, готового дать показания против производителей огнестрельного оружия, которые продают его наркокартелям.. Эрик присылает всем деньги и говорит всем им купить то, что они всегда хотели. |            |                                                           |                    |                                     |                 |             |                     |
| 300 | 20         | «Работа и семья» «Work & Family»                          | Дэннис Смит        | Р. Скотт Геммилл                    | 8 мая 2022      | 1320        | 5.18                |
| Морская полиция проводит расследование после того, как двое мужчин подорвались на собственной взрывчатке при попытке проникнуть на военную базу. Кроме того, Каллен хочет сделать следующий шаг с Анной, а Сэм переезжает к своему отцу, Рэймонду. |            |                                                           |                    |                                     |                 |             |                     |
| 301 | 21         | «Вниз по кроличьей норе» «Down the Rabbit Hole»           | Фрэнк Милитари     | Фрэнк Милитари                      | 15 мая 2022     | 1321        | 5.33                |
| Команда OSP пытается найти Каллена после того, как он попал в ловушку, установленную Катей, и похищен. С помощью Джоэль и Анны команда без Дикса перехитряет глубокие обманки Кати, психологическую войну и ложные зацепки, чтобы спасти своего лидера. В разгар хаоса Джоэль убивает Катю и ее союзника в отместку за то, что потеряла ногу от руки Кати. |            |                                                           |                    |                                     |                 |             |                     |
| 302 | 22         | «Вместе» «Come Together»                                  | Джон П. Кузакис    | Кайл Харимото                       | 22 мая 2022     | 1322        | 4.44                |
| Команда выслеживает банду, которая грабит казино в Лос-Анджелесе с военным оружием. Тем временем Кенси и Дикс узнают, что их просьба об усыновлении Роуз была удовлетворена, что официально сделало их приемными родителями. После этого случая команда празднует усыновление Розы вечеринкой на пляже, где Каллен, услышав желание Анны прожить с ним остаток своей жизни, наконец сделал предложение Анне. Анна в слезах соглашается и становится его невестой, к большому удовольствию остальной команды. |            |                                                           |                    |                                     |                 |             |                     |

### Сезон 14 (2022 - 2023)
- Эпизод 9 "A Long Time Coming" завершает перекрестное событие, которое начинается 10-м эпизодом 20-го сезона NCIS и 10-м эпизодом 2-го сезона NCIS: Hawaiʻi.

| № общий | № в сезоне | Название                                               | Режиссёр                       | Автор сценария                          | Дата премьеры   | Произв. код | Зрители US (млн) |
| --- | ---------- | ------------------------------------------------------ | ------------------------------ | --------------------------------------- | --------------- | ----------- | ---------------- |
| 303 | 1          | «Игра дронов» «Game of Drones»                         | Кевин Берланди                 | Р. Скотт Геммилл                        | 9 октября 2022  | 1401        | 4.33             |
| Команда морской полиции ищет подозреваемого и его мотив после взрыва крупного объекта, где собираются военные боевые дроны. Кроме того, Каллен и Килбрайд получают тревожные новости о теле, найденном в Сирии. |            |                                                        |                                |                                         |                 |             |                  |
| 304 | 2          | «Ценность» «Of Value»                                  | Диана Валентайн                | Кайл Харимото                           | 16 октября 2022 | 1402        | 4.07             |
| После похищения дуэта архитекторов, специализирующихся на проектировании охраняемых зданий, команда Морской полиции проводит поиски, чтобы вернуть их домой. Кроме того, Дикс и Кензи понимают, что им может понадобиться помощь Розы с ее школьными заданиями, а Анна рассматривает карьеру вне правоохранительных органов. |            |                                                        |                                |                                         |                 |             |                  |
| 305 | 3          | «Сшиватели тел» «The Body Stitchers»                   | Сюзанн Зальц                   | Адам Дж. Ки & Фрэнк Милитари            | 23 октября 2022 | 1403        | 3.95             |
| Команда морской полиции объединяет усилия с ФБР, когда группа ужасных убийц, известных как “Сшиватели тел”, возвращается снова, группа несколько лет назад избежала захвата морской полицией. Кроме того, у отца Сэма появляется новый друг в Аркадии. |            |                                                        |                                |                                         |                 |             |                  |
| 306 | 4          | «Неработающий двигатель» «Dead Stick»                  | Дэннис Смит                    | Ли А. Карлайл                           | 30 октября 2022 | 1404        | 5.03             |
| Когда самолет Эйдена Ханны терпит крушение и его обвиняют в том, что он виноват в аварии, команда морской полиции должна провести расследование, чтобы очистить его имя. Кроме того, Раунтри обдумывает, как он хочет справиться с последствиями инцидента с полицией Лос-Анджелеса, а Сэм находит новую сиделку для своего отца. |            |                                                        |                                |                                         |                 |             |                  |
| 307 | 5          | «Плоть и кровь» «Flesh & Blood»                        | Даниэла Руа                    | Чад Мазеро                              | 6 ноября 2022   | 1405        | 3.56             |
| Морская полиция вызвана для расследования, когда замечена женщина, убегающая с места убийства своего мужа. Кроме того, Роберта Дикс (Памела Рид) приезжает в город, чтобы встретиться с Розой, а Сэм ищет другого помощника для своего отца. |            |                                                        |                                |                                         |                 |             |                  |
| 308 | 6          | «Слава морей» «Glory of the Sea»                       | Теренс Найтингейл              | Фейталегра Клод                         | 13 ноября 2022  | 1406        | 4.03             |
| Морская полиция призвана провести расследование после похищения контр-адмирала Теда Гордона из его дома. Кроме того, Кенси изо всех сил пытается быть веселым родителем, пока Дикс ищет квартиру со своей мамой. |            |                                                        |                                |                                         |                 |             |                  |
| 309 | 7          | «Выживает сильнейший» «Survival of The Fittest»        | Эрик А. Пот                    | Эндрю Бартельс                          | 20 ноября 2022  | 1407        | 3.93             |
| Когда морской пехотинец заболевает во время тренировочной миссии из-за атаки генетическим оружием, Морская полиция должна разыскать человека, ответственного за его использование. Кроме того, Диксу трудно совмещать работу и домашние обязанности, когда Роза заболевает гриппом. |            |                                                        |                                |                                         |                 |             |                  |
| 310 | 8          | «Пусть оно горит» «Let It Burn»                        | Рик Тунелл                     | Индира Гибсон Уилсон                    | 27 ноября 2022  | 1408        | 4.03             |
| УСП расследует поджог в Global West Ventures Corp, оборонном подрядчике ВМФ, в то время как Раунтри связывается с бывшей, а Килбрайд передает Каллену файлы на Пембрука. |            |                                                        |                                |                                         |                 |             |                  |
| 311 | 9          | «Давно пора» «A Long Time Coming»                      | Дэннис Смит                    | Р. Скотт Геммилл                        | 2 января 2023   | 1409        | 4.56             |
| Агенты Раунтри и Фатима попадают в засаду во время поисков Килбрайда, который был в прошлом агентом ЦРУ, вооруженные люди во главе с агентом-мошенником ЦРУ Морган Миллер похищают Раунтри. Команда продолжает работать со своими коллегами из Вашингтона и Гавайев, чтобы найти Раунтри, которого пытают, чтобы получить информацию о местонахождении Килбрайда. Агенты узнают, что за каждого члена команды назначена солидная награда. Команда морской полиции должна спасти агента Раунтри и найти Килбрайда, в то время как каждый картель, наемный убийца, банда и психопат охотятся на них, ведь в даркнете на них открыт заказ. Примечание: Это третья часть кроссовера вселенной NCIS. Этому предшествуют эпизоды "Слишком много поваров", 10-я серия 20-го сезона Морская полиция: Спецотдел и "Глубокое прикрытие", 10-я серия 2-го сезона Морская полиция: Гавайи. Эпизоды транслировались последовательно в один и тот же вечер.                                                         |            |                                                        |                                |                                         |                 |             |                  |
| 312 | 10         | «Банк крови» «Blood Bank»                              | Бенни Бум                      | Саманта Чэсси                           | 8 января 2023   | 1410        | 6.80             |
| Агенты морпола расследует перестрелку на яхте, в ходе которой был похищен редкий культурный артефакт, они в шоке узнают, кому принадлежит лодка - яхта зарегистрирована на Аркадия Колчека. |            |                                                        |                                |                                         |                 |             |                  |
| 313 | 11         | «Бестселлер» «Best Seller»                             | Джеймс Хэнлон                  | Кайл Харимото                           | 15 января 2023  | 1411        | 4.71             |
| Когда друг Сэма, Том Олсен обнаруживает, что за ним охотятся враги из его прошлого, команда морской полиции должна выяснить, кто за ним охотится. |            |                                                        |                                |                                         |                 |             |                  |
| 314 | 12         | «Во имя чести» «In the Name of Honor»                  | Дэн Лю                         | Мэтт Клафтер                            | 19 февраля 2023 | 1412        | 3.47             |
| Во время расследования дела о пропаже лейтенанта военно-морского флота, связанного с опасным исламским ополчением, Кензи и Фатиму похищают и накачивают наркотиками, они просыпаются в машине, которая в любой момент может взорваться, и пока не стало слишком поздно, команда отправляется в отчаянную гонку со временем, чтобы найти и спасти их. |            |                                                        |                                |                                         |                 |             |                  |
| 315 | 13         | «Прощание с оружием» «A Farewell to Arms»              | Джон Питер Кусакис Эрик А. Пот | Чад Мазеро                              | 29 января 2023  | 1413        | 4.53             |
| Когда таинственная женщина нападает на основателя компании, занимающейся искусственным интеллектом, OSP должна установить личность этой женщины до того, как начнётся следующий крупный глобальный конфликт. В это время бывшая жена Килбрайда, Элизабет, приезжает в гости и просит его подумать о восстановлении отношений с их сыном. |            |                                                        |                                |                                         |                 |             |                  |
| 316 | 14         | «Стыд» «Shame»                                         | Даниэла Руа                    | Сэм Блок & Джамиль Аким О’Квин          | 5 февраля 2023  | 1414        | 4.28             |
| Когда младшего офицера ВМС служащего на борту военного корабля США «Приверженность» находят мёртвым с предсмертной запиской, OSP должна расследовать тайну его смерти, которая произошла на корабле, в то же время Каллен и Анна начинают планировать свою свадьбу, а Сэм оказывается наедине со своей дочерью Кэм. |            |                                                        |                                |                                         |                 |             |                  |
| 317 | 15         | «Другая сторона медали» «The Other Shoe»               | Эрик Уилсон                    | Ли А. Карлайл & Джастин Колас           | 12 февраля 2023 | 1415        | 3.95             |
| Детектив полиции Лос-Анджелеса Эллен Уайтинг появляется в доме Кензи и Дикса с просьбой о помощи в поисках убитого коллеги-детектива, расследовавшего дело о коррумпированных полицейских, которые связаны с наркобандой. Команда продолжит дело о потенциальной коррупции в полиции Лос-Анджелеса, Сэм под прикрытием работает бойцом, чтобы поймать главаря банды, торгующей наркотиками на улицах Лос-Анджелеса. Выяснилось, что Килбрайд когда-то был боксёром. |            |                                                        |                                |                                         |                 |             |                  |
| 318 | 16         | «Спящие псы» «Sleeping Dogs»                           | Гонсало Амат                   | Эндрю Бартельс                          | 26 марта 2023   | 1416        | 4.24             |
| Когда OSP получает загадочное срочное зашифрованное сообщение, руководство направляет команду на раскрытием дела. Команда обнаруживает, что оно связано с Пемброуком и проектом «Дрона». Килбрайд тем временем планирует навестить своего сына, с которым давно не общался - не видел десять лет , а Каллен просит Сэма быть его шафером на его предстоящей свадьбе. |            |                                                        |                                |                                         |                 |             |                  |
| 319 | 17         | «Может быть, сегодня» «Maybe Today»                    | Эрик А.Пот                     | Саманта Чассе & Мэтт Клафтер            | 16 апреля 2023  | 1417        | 4.30             |
| Пока Килбрайд и его сын Алекс, с которым он не общался, пытаются наладить отношения, OSP поручено помочь отделу по расследованию нераскрытых убийств NCIS , в расследовании дела 2003 года, в котором пропал старшина ВМС. Вскоре это дело превращается в расследование убийства. |            |                                                        |                                |                                         |                 |             |                  |
| 320 | 18         | «В широком смысле» «Sensu Lato»                        | Кевин Берланди                 | Файталлегра Клод & Индира Гибсон Уилсон | 23 апреля 2023  | 1418        | 4.26             |
| Команда OSP должна провести расследование, когда резервиста ВМС ранили ножом, а его лабораторию, полную пестицидов и насекомых, разграбили, в то же время Килбрайд предлагает Сэму должность временного операционного менеджера, а Раунтри думает о своём будущем. |            |                                                        |                                |                                         |                 |             |                  |
| 321 | 19         | «Расплата» «The Reckoning»                             | Фрэнк Милитари                 | Фрэнк Милитари                          | 7 мая 2023      | 1419        | 4.49             |
| Команда расследует, как средь бела дня были застрелены четыре человека, включая офицера ЦРУ, и расследование привело их к проекту "Дрона". Каллен знакомится с Пембруком, который рассказывает о собственном прошлом Каллена. Пембрук рассказывает Каллену, что именно он убил группу, состоявшую из бывших членов «Дроны», которые вышли из-под контроля, а также выражает сожаление по поводу своего участия в проекте «Дрона».Позже они вдвоем сражаются за выживание с оставшимися в живых участниками проекта "Дрона", которые стремятся убить Пембрука любыми средствами. В итоге выжившие участники проекта «Дрона», вышедшие из-под контроля, либо убиты в бою с оперативной группой NCIS OSP, либо арестованы. |            |                                                        |                                |                                         |                 |             |                  |
| 322 | 20         | «Новые начинания» «New Beginnings»                     | Джон Питер Кусакис             | Кайл Харимото & Р. Скотт Геммилл        | 14 мая 2023     | 1420        | 4.15             |
| Когда агент ATF пропадает, бюро обращается за помощью к команде OSP, чтобы расследовать дело об украденном оружии военного образца и найти агента, пока Каллен и Анна продолжают планировать свою свадьбу,Аркадий пытается помочь Каллену и Анне с подготовкой к свадьбе, к большому их раздражению. сестра Раунтри проходит собеседование, чтобы поступить в медицинскую школу, а Сэм уговаривает своего отца принять участие в испытании лекарства.Каллена и Сэма задерживает Адамс, которая является настоящим предателем, они попадают в ее засаду.агент АТФ Керри Адамс замешана в грязных делах, поскольку изначально она расследовала исчезновение своего агента, который позже объявился.Двое агентов готовятся к перестрелке с ней и другим коррумпированным агентом АТФ. |            |                                                        |                                |                                         |                 |             |                  |
| 323 | 21         | «Новые начинания, Часть II» «New Beginnings, Part Two» | Джон Питер Кусакис             | Кайл Харимото & Р. Скотт                | 21 мая 2023     | 1421        | 5.24             |
| Двое агентов OSP выживают в перестрелке с коррумпированными агентоми ATF Керри Адамс ранена, а её коллега, неназванный агент ATF, застрелен. Каллен и Сэм собираются с духом и продолжают помогать своим коллегам в поисках пропавшего военного оружия. После того, как дело раскрыто, Каллен и Анна решают устроить импровизированную свадьбу, на которую приглашаются друзья и родственники в мэрии. Во время подготовки Кензи и Дикс были ошеломлены, узнав, что ждут ребенка. Во время приема Каллен получает письмо с поздравлениями от Хэтти, которая также приглашает его и Сэма присоединиться к ней для участия в "побочном проекте" в Марокко. Позже Каллен и Сэм отправляются в Марокко, и выясняется, что билеты на самолёт им прислала бывший технический аналитик OSP Нелл Джонс, когда они готовились найти и спасти Хетти с помощью Востаника Сабатино и Нейта Гетца. - Линда Хант отмечена как "Специально приглашенная звезда". - Это финал сериала "Морская полиция Лос-Анджелес". |            |                                                        |                                |                                         |                 |             |                  |